# 尼呷镇
尼呷镇，是中华人民共和国四川省甘孜藏族自治州石渠县下辖的一个乡镇级行政单位。

## 行政区划
尼呷镇下辖以下地区：
尼呷镇社区、沙马村、阿弟村、低龙村、古恩村、沙岔村和菊母村。